# Chloroleucon tortum
Chloroleucon tortum är en ärtväxtart som först beskrevs av Carl Friedrich Philipp von Martius, och fick sitt nu gällande namn av Henri François Pittier. Chloroleucon tortum ingår i släktet Chloroleucon och familjen ärtväxter. IUCN kategoriserar arten globalt som akut hotad. Inga underarter finns listade i Catalogue of Life.

## Bildgalleri

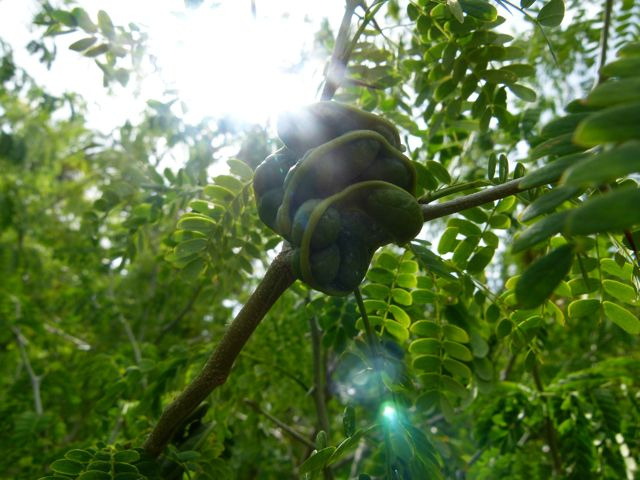
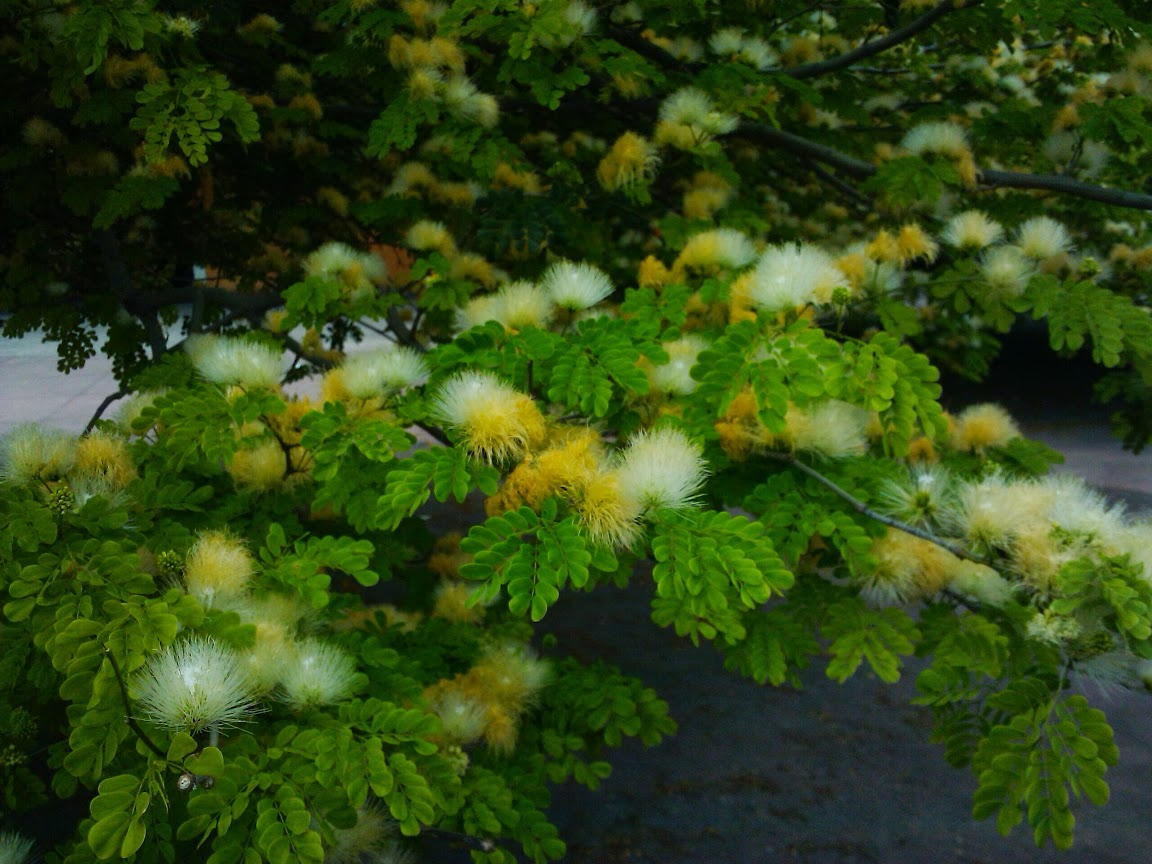